# Maiske, Novovoronțovka
Maiske (în ucraineană Майське) este un sat în comuna Petropavlivka din raionul Novovoronțovka, regiunea Herson, Ucraina.

## Demografie
Componența lingvistică a localității Maiske
     Ucraineană (100%)
Conform recensământului din 2001, toată populația localității Maiske era vorbitoare de ucraineană (100%).